# 黑雙煞
黑雙煞是指英格蘭超級足球聯賽球會曼聯前隊員約基和安迪·高爾所組成的前鋒組合。
兩人於1998/99年球季代表球隊上陣，經常互相接應，充滿默契，而二人私底下亦屬好友。「黑雙煞」於該季合共射入超過50個入球，驚人的入球能力震驚了整個歐洲球壇，該年曼聯於歐洲可謂所向披靡，並成為了三冠王，傳媒對這對前鋒組合讚賞不絕，由於兩人同是黑人球員，固稱他們為「黑雙煞」。
其實當時曼聯陣中共擁有4名高質素的前鋒，分別為蘇斯克查、舒寧咸、約基和安迪·高爾，當中以約基和安迪·高爾上陣時間較多，而蘇斯克查和舒寧咸亦經常能夠後備上陣並屢建奇功，固當時亦有人稱這兩位白人球員為「白雙煞」。
另外，該季曼聯領隊費格遜於不同賽事派遣「黑白雙煞」上陣的決定亦受到讚賞，令他們往往能夠保持很高的比賽狀態，故4人均是當年曼聯隊中的重要戰力。
在2012/13球季，曼聯陣中出現了類似於當年黑白雙煞的四位前鋒：雲佩斯、朗尼、查維亞·靴南迪斯和韋碧克。
在2015/16起的球季，拉舒福特和馬迪爾亦被曼聯球迷稱為「新黑雙煞」，然而其後兩人表現都很飄忽。